# Magdalena Frey (Fotografin)

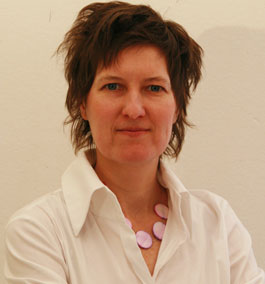
Magdalena Frey

Magdalena Frey (* 26. März 1963 in Graz) ist eine österreichische Fotografin und Videokünstlerin. Ihr Fokus liegt auf dem Leben und der Arbeit von Frauen in der Gesellschaft mit Schwerpunkt weiblicher Rollenbilder und Klischees.

## Leben
Frey ist gelernte Krankenschwester, ihre Laufbahn als Fotografin begann sie als Autodidaktin. Seit 1985 thematisiert sie in Bilderserien Erscheinungsformen der Weiblichkeit. 1996 begann sie, ihre Werke digital nachzubearbeiten.
Frey lebt und arbeitet in Wien und Ladendorf. Sie ist mit dem Fotografen Heinz Cibulka verheiratet.

## Werke

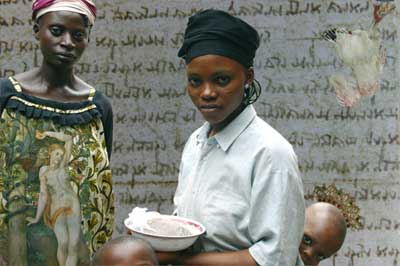
Maria M – 2005/2006
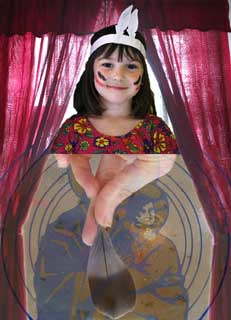
Polnische Küche – 2006
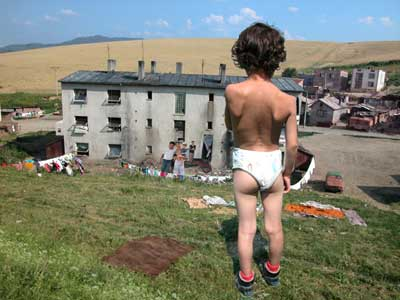
Roma – 2003
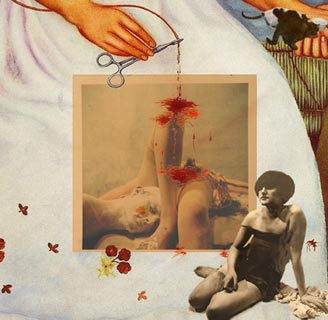
Ana Brus – 2007
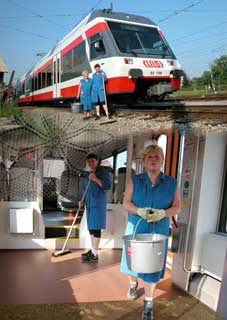
Pendlerinnen – 2003

## Einzelausstellungen (Auswahl)
- 2012 Stadtmuseum Wiener Neustadt / A, Kunstverein Baden
- 2011 Reumannplatz i.d. Westbahnstrasse, Wien / A, Museumszentrum Mistelbach / A
- 2010 Kunstgarten, Graz / A
- 2009 Künstlerhaus, Wien / A, Stadtgalerie, Ternitz / A, Budapest Galerie / HU AFZ, Linz / A, forumschlosswolkersdorf, Wolkersdorf / A
- 2008 Museumszentrum Mistelbach / A
- 2007 Österreichisches Kulturforum, New York / USA, Museum M, Mistelbach / A
- 2006 Galerie Piekary, Poznań / PL, Stadtmuseum Graz / A, Stadtgalerie Wozownia, Toruń / PL, Galerie Kunst und Handel, Graz / A, Ernst Museum, Budapest / H
- 2005 Backlight05, Museum Centre Vaprikkii, Tampere / FIN
- 2004 Galerie Hofstätter, Wien / A, Museum M, Mistelbach / A, Lepont Galerie, Aleppo / Syrien
- 2003 Galerie Feichtner-Mizrahi, Wien / A, Kunsthalle Krems / A,
- 2002 Fotogalerie Wien / A, Galerie Arsenal, Poznań / PL, Österreichisches Kulturforum, Warschau / PL
- 2001 Museum M, Mistelbach / A,
- 1999 Kleiner Kunstpalast, Meran / I Galerie Pohlhammer, Steyr / A
- 1998 Design Center, Linz / A, Shed-Halle, St. Pölten / A, Österr. Kulturinstitut, London / GB
- 1997 Fotografie aus Österreich, Dortmund / D
- 1996 Ruimte Morguen, Antwerpen / B
- 1995 Fotoforum Bozen / I
- 1994 Rupertinum, Salzburg
- 1993 Liget-Galerie, Budapest, HU, Galerie Hummel, Wien / A
- 1991 Galerie der Stadt Prag / CZ, Stadtgalerie Iglau / CZ, Minoritenkirche Krems / A, Museum M, Mistelbach / A
- 1990 Künstlerhaus, Graz / A
- 1989 Fotogalerie Wien / A, Stadtmuseum Graz / A
- 1988 Fotogalerie Wien / A; Museum d. Fotografie in Helsinki / FIN
- 1987 Galerie Faber, Wien / A

## Auszeichnungen
- 1988: Landesförderungspreis der Steiermark
- 1999: Anerkennungspreis des Landes Niederösterreich